# 原嵩
原 嵩（はら しゅう、1997年12月6日 - ）は、茨城県龍ケ崎市出身の元プロ野球選手（投手）。右投右打。

## 経歴

### プロ入り前
龍ケ崎市立松葉小学校、龍ケ崎市立長山中学校卒業。中学生時代は竜ケ崎シニアに所属。
専修大学松戸高校に入学すると、1年春からベンチ入りを果たすなど早い時期から頭角を現し、1年秋の新チームから背番号1を背負う。投手のほか外野手としても起用され、投打の双方でチームの中心を担った。2年夏は千葉大会決勝で東海大望洋高校に敗戦。3年夏は4番投手としてチームを牽引し、千葉大会決勝の習志野高校戦では満塁ランニング本塁打を打ち、チームを初の甲子園出場に導いた。甲子園1回戦の花巻東高校戦は5回途中で4点を失い降板し、試合も敗戦した。チームメイトに渡邉大樹がいた。
2015年10月22日のドラフト会議で千葉ロッテマリーンズから5位指名を受け、11月17日に契約金3000万円、年俸500万円で契約した（金額は推定）。背番号は56。専大松戸高からのプロ野球入団者は安藤正則（専修大学進学後の指名）、上沢直之に次いで3人目となった。

### プロ入り後
2016年は一軍登板はなし。二軍では8試合に登板し1勝4敗、防御率は4.05だった。
2017年も一軍での登板はなかった。二軍では13試合に登板し0勝4敗、防御率は8.36と前年から大きく成績を落としてしまった。11月10日、右肩鏡視下手術、および右肘神経移行術を受けた。
2018年は前年の手術によるリハビリのため一軍・二軍ともに登板がなかった。
2019年、3月8日の専修大学での練習試合で実戦復帰し、4月4日の東京ヤクルトスワローズ戦では復帰後初めて二軍戦に登板した。この年は一軍登板はなかったが、二軍では20試合に登板し3勝3敗、防御率3.67だった。
2020年11月26日、翌年の支配下選手契約を結ばないことが通達され、12月2日の自由契約選手公示を経て、12月21日に育成選手契約を結んだ。
2021年10月27日、戦力外通告を受けた。
現在は軟式野球でプレーしている。

## 詳細情報

### 年度別投手成績
- 一軍公式戦出場なし

### 背番号
- 56（2016年 - 2020年）
- 126（2021年）

### 登場曲
- 「Fight Song」Rachel Platten